# Jürgen Glowacz
Jürgen Glowacz (født 30. september 1952 i Köln, Vesttyskland) er en tysk tidligere fodboldspiller (midtbane). Han tilbragte størstedelen af sin karriere hos FC Köln i sin fødeby, og var med til at vinde det tyske mesterskab med klubben i 1978.

## Titler
Bundesligaen
- 1978 med FC Köln

DFB-Pokal
- 1977 og 1978 med FC Köln